# Конвалія (заказник, Коростишівський район)
Конва́лія — ботанічний заказник місцевого значення в Україні. Розташований у межах Коростишівського району Житомирської області, неподалік від села Царівка. 
Площа 72,2 га. Статус надано згідно з рішенням Житомирського облвиконкому від 07.03.1991 року, № 68. Перебуває у віданні ДП «Коростишівське ЛГ» (Дубовецьке лісництво, кв. 21, 22). 
Створений з метою охорони частини лісового масиву з заростями лікарської рослини — конвалії. Також зростає купина аптечна, чорниця, тонконіг дібровний, смолівка, валеріана та інші цінні рослини. 

## Галерея

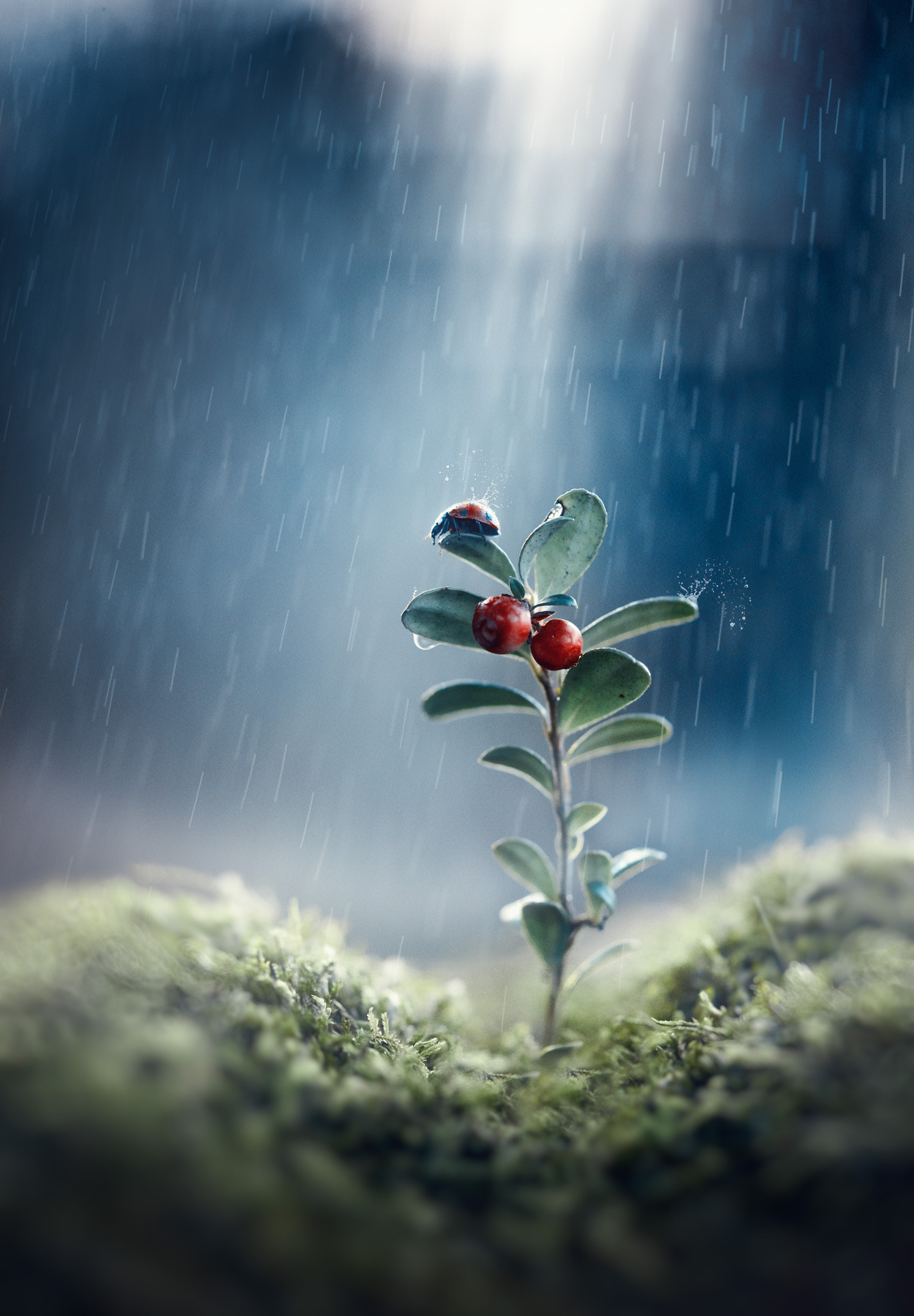
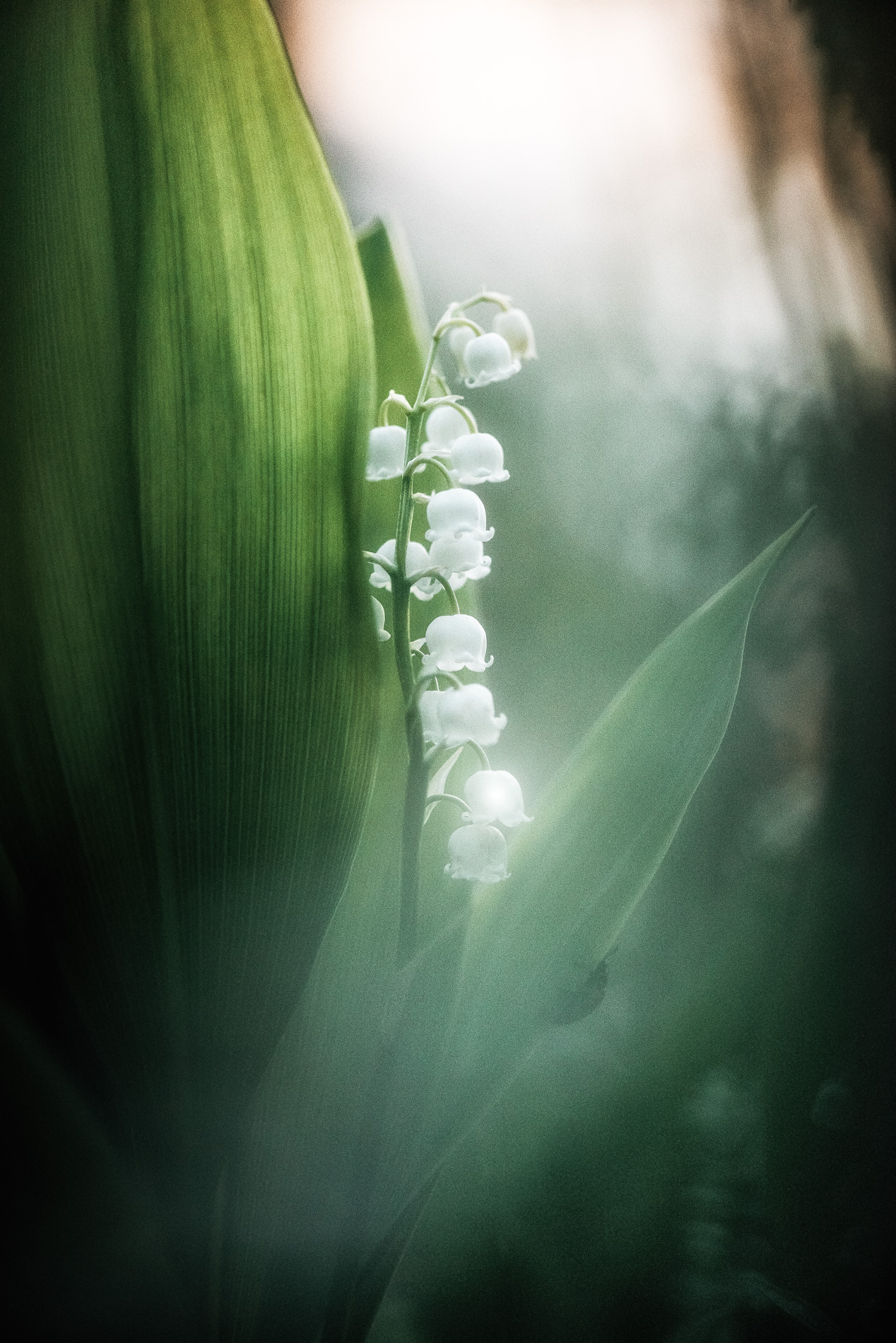
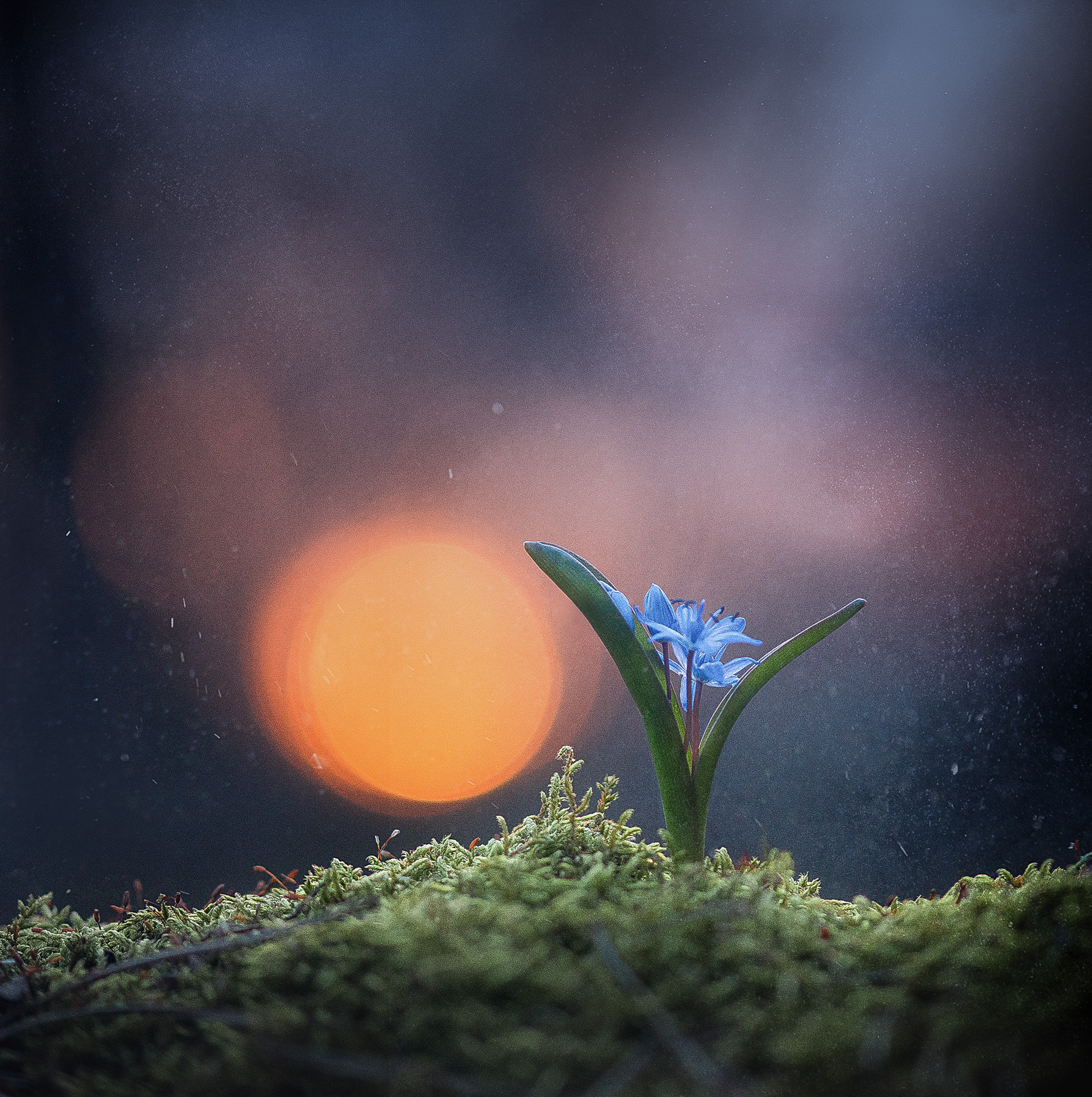
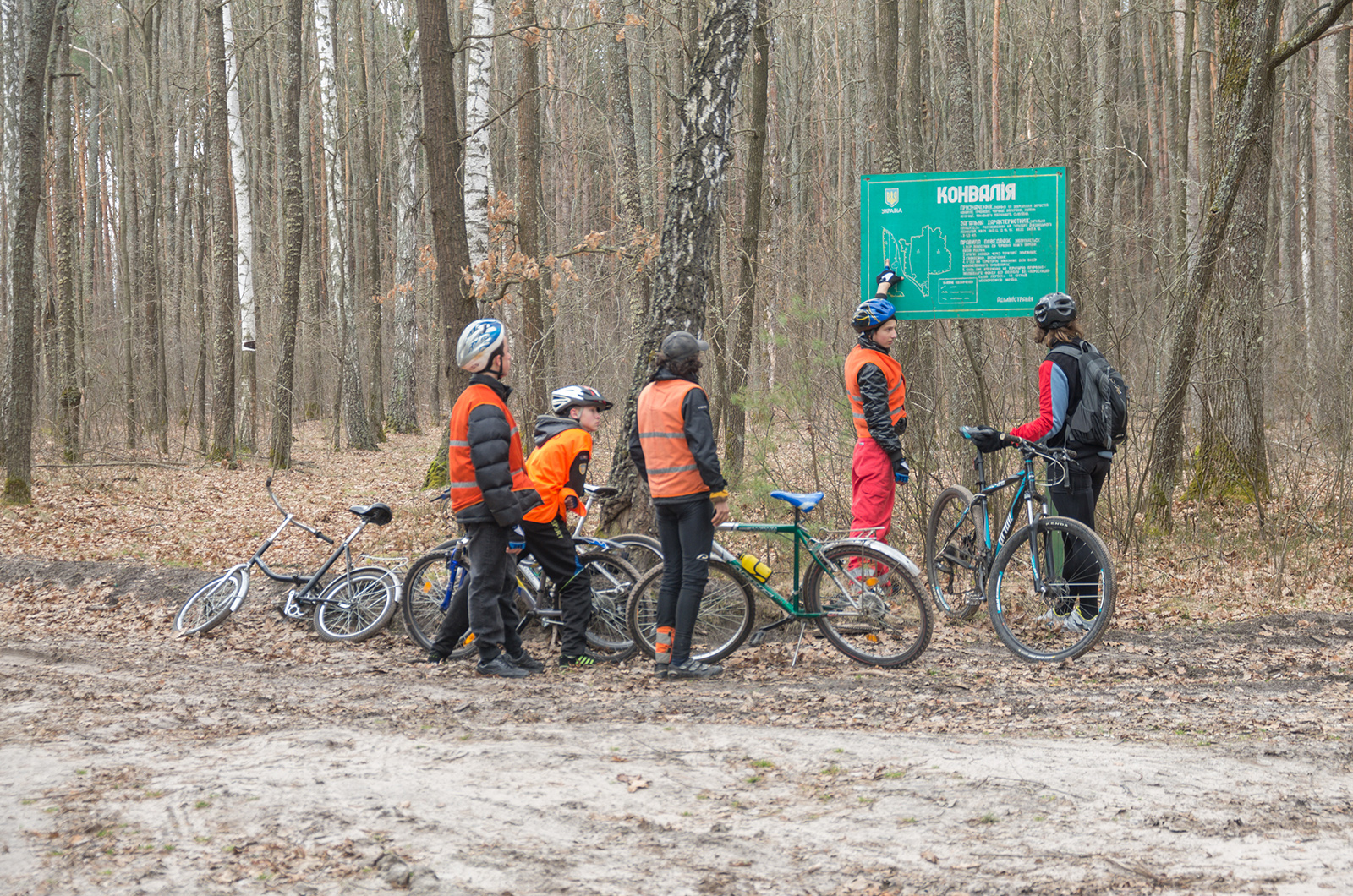
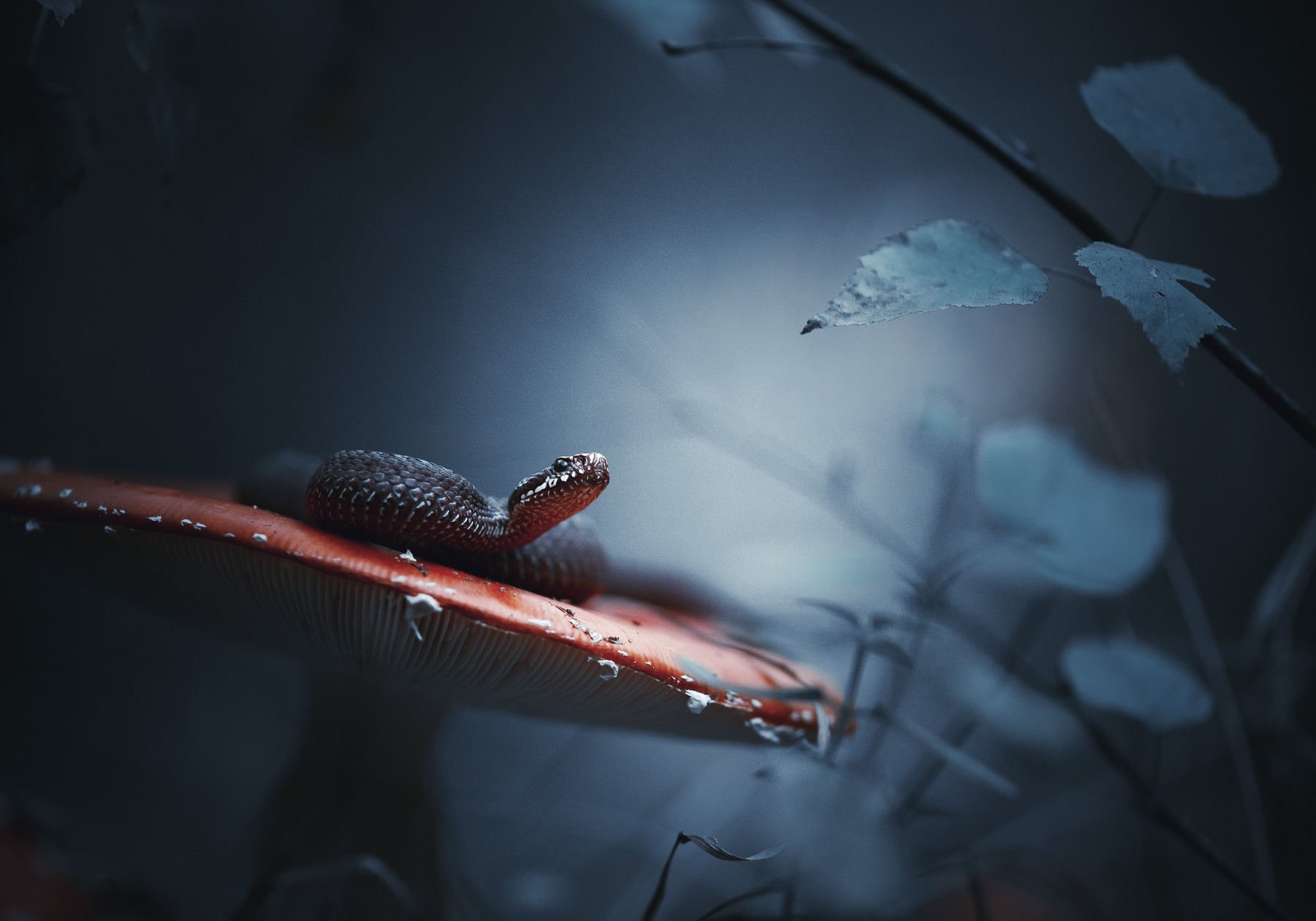